# (2850) Mozhaiskij
(2850) Mozhaiskij (1978 TM7) – planetoida z pasa głównego asteroid okrążająca Słońce w ciągu 3,84 lat w średniej odległości 2,45 j.a. Odkryta 2 października 1978 roku.